# STAT3
信号转导及转录激活蛋白3（英語：Signal transducer and activator of transcription 3，STAT3）是一种由人类基因STAT3 编码的转录因子。

## 功能
STAT3是STAT蛋白家族的成员。受到细胞因子和生长因子的调节，STAT3被受体相关的Janus激酶（JAK）磷酸化，形成同源或异源二聚体，并转移到细胞核，在那里它们起转录激活剂的作用。具体而言，干扰素，表皮生长因子（EGF），白细胞介素（IL-5和IL-6）等配体作用于受体，导致酪氨酸705磷酸化后，STAT3被激活。此外，STAT3可能通过丝裂原活化蛋白激酶（MAPK）和c-src非受体酪氨酸激酶磷酸化丝氨酸727而激活。STAT3介导响应细胞刺激的各种基因的表达，因此在许多细胞过程如细胞生长和细胞凋亡中起关键作用。
当原肠胚形成开始时，STAT3缺陷的小鼠胚胎不能在胚胎发育第7天以后发育。看来在这些发育的早期阶段，STAT3激活是胚胎干细胞（ESC）自我更新所必需的。事实上，如果STAT3通过其他方式被激活，LIF可以被省略，该LIF被提供给小鼠ESC培养物以保持其未分化状态。
STAT3对于TH17辅助性T细胞的分化至关重要，TH17辅助性T细胞已涉及多种自體免疫性疾病。在病毒感染期间，缺乏T细胞中STAT3的小鼠显示产生T-滤泡辅助（Tfh）细胞的能力受损，并且不能维持基于抗体的免疫性。

## 相互作用
STAT3能与下列蛋白質发生交互作用：
- AR[10][11]
- ELP2[12]
- EP300[13]
- EGFR[14][15]
- HIF1A[16]
- JAK1[10][17]
- JUN[18]
- KHDRBS1[19]
- MTOR[20][21]
- MYOD1[22]
- NDUFA13[23]
- NFKB1[24]
- NR3C1[25][26]
- NCOA1[27]
- PML[28]
- RAC1[29]
- RELA[24]
- RET[14][30][31]
- RPA2[32]
- STAT1[17][33][34]
- Src[35]
- TRIP10[36]

## 延伸阅读
- Hoey T, Grusby MJ. . Adv. Immunol. Advances in Immunology. 1999, 71: 145–162. ISBN 978-0-12-022471-5. PMID 9917912. doi:10.1016/S0065-2776(08)60401-0.
- Kisseleva T, Bhattacharya S, Braunstein J, Schindler CW. . Gene. 2002, 285 (1–2): 1–24. PMID 12039028. doi:10.1016/S0378-1119(02)00398-0.
- Joseph AM, Kumar M, Mitra D. . Curr. HIV Res. 2005, 3 (1): 87–94. PMID 15638726. doi:10.2174/1570162052773013.
- Inghirami G; Chiarle R; Simmons WJ;  et al. . Cell Cycle. 2006, 4 (9): 1131–3. PMID 16082218.
- Leeman RJ, Lui VW, Grandis JR. . Expert opinion on biological therapy. 2006, 6 (3): 231–241. PMID 16503733. doi:10.1517/14712598.6.3.231.
- Aggarwal BB; Sethi G; Ahn KS;  et al. . Ann. N. Y. Acad. Sci. 2007, 1091: 151–169. PMID 17341611. doi:10.1196/annals.1378.063.